# Божецкий, Константин
Константин Божецкий, также известный как Мустафа Джелаледдин Паша (10 апреля 1826, Modrzewiec, Западно-Поморское воеводство — 9 октября 1876, Novoselë, Корча) — участник польского и османского восстаний, стратег и писатель. Прадед Назыма Хикмета и Октая Рифата Хорозку.

## Биография
Родился в семье Винцентия и Марии, урождённой Курчевской. Окончил Петрковскую среднюю школу и поступил в Варшавское училище изящных искусств. Через два года поступил в духовную семинарию во Влоцлавеке, откуда через год уехал, чтобы принять участие в Великопольском восстании 1848 года. После подавления прусскими властями восстания был заключён в крепость Костшин в Магдебурге. В конечном итоге ему удалось отправиться сначала во Францию, где он остановился в отеле «Ламбер», а затем в Турцию, где в 1849 году принял ислам и новое имя Мустафа Джелаледдин, что позволило ему получить офицерское звание в османской армии.
Стал капитаном инженерных войск, офицером Генерального штаба и начальником картографического отдела. Получил титул паши и завершил свою военную карьеру в звании генерал-майора.
На османской службе принял участие в многочисленных войнах с Российской империей, в том числе в Крымской войне и в подавлении национально-освободительных восстаний греков и черногорцев.
Именно во время боёв с черногорскими повстанцами был ранен в живот под Нови-Сель 9 октября 1876 года и скончался через два дня в госпитале в Спуже, где его тело было помещено во дворе мечети.

## Деятельность
Константина Божецкого считают одним из «отцов современного турецкого патриотизма». Его написанная на французском языке книга «Le Turcs anciens et Contemporaryes» (Турки древние и современные), опубликованная сначала в Стамбуле, а вскоре и в Париже, оказала значительное влияние на турецкое национальное движение. Оно было написано в то время, когда Мустафа впал в немилость при султанском дворе вместе со своим тестем Омер-пашой. В музее-мавзолее Ататюрка хранится частный экземпляр парижского издания Кемаля с многочисленными рукописными комментариями президента Турции.
В книге Божецкий подчеркнул красоту турецкого языка, предлагал перейти на латиницу и секуляризировать турецкую культуру.
Также изучал историю и культуру тюркских народов Средней Азии, при этом выдвигая ряд ненаучных теорий относительно их происхождения и истории. К примеру, выдвигал теорию о тюркском происхождении этрусков и искал сходство между тюркскими языками и латынью. Его теории способствовали развитию идеологии пантюркизма.
В своих беседах выступал против российского влияния в Порте. Когда в 1871 году впал в немилость, тогдашний русский посол в Стамбуле Николай Игнатьев с удовлетворением сообщил об этом царю.

## Личная жизнь
Был женат на Саффет Ханым, единственной дочери Омер-паши, сербского генерала на службе султана. У пары родился сын Хасан Энвер Паша, также в дальнейшем крупный военный; его дочь стала матерью поэта Назыма Хикмета. Его родственницей по матери была художница Бронислава Рихтер-Яновская.